# Rebecca Sartori
Rebecca Sartori (Bassano del Grappa, 22 de mayo de 1997) es una atleta italiana especialista en los 400 metros vallas.

## Carrera
Una de sus primeras competencias a nivel internacional tuvo lugar en 2013, en el Campeonato Mundial Juvenil de Atletismo Sub-18, en Donetsk (Ucrania), donde llegó hasta las semifinales de los 400 metros vallas, quedando sexta en su carrera, marcando un tiempo de 1:03,25 minutos.
En 2017, en el Campeonato Europeo de Atletismo Sub-23, celebrado en la ciudad polaca de Bydgoszcz volvía a verse parada en las semifinales de la competición, quedando cuarta en la segunda serie, sin pasar a la ansiada final de los 400 metros vallas. No obstante, en este registro conseguía bajar del minuto, marcando 57,64 segundos.
En 2019, en Gävle (Suecia), en la cita del Campeonato Europeo de Atletismo Sub-23 lograba superar el último corte y correr la final, llegando a quedarse cerca del podio, al ser cuarta, con 56,93 segundos de carrera.
En los Juegos Mediterráneos de 2022, celebrados entre finales de junio y comienzos de julio de ese año en la ciudad argelina de Orán, Sartori conseguía su primer podio (y medalla), con una notable participación que le valió el oro al llegar a meta en 55,75 segundos en los 400 metros vallas.

## Resultados

### Por temporada
| Representando a Italia | Representando a Italia                         | Representando a Italia | Representando a Italia | Representando a Italia | Representando a Italia |
| ---------------------- | ---------------------------------------------- | ---------------------- | ---------------------- | ---------------------- | ---------------------- |
| Año                    | Competición                                    | Lugar                  | Puesto                 | Modalidad              | Marca                  |
| 2013                   | Campeonato Mundial Juvenil de Atletismo Sub-18 | Donetsk                | 6.ª (SF2)              | 400 m vallas           | 1:03,25 min.           |
| 2017                   | Campeonato Europeo de Atletismo Sub-23         | Bydgoszcz              | 4.ª (SF2)              | 400 m vallas           | 57,64 s.               |
| 2019                   | Campeonato Europeo de Atletismo Sub-23         | Gävle                  | 4.ª                    | 400 m vallas           | 56,93 s.               |
| 2022                   | Juegos Mediterráneos                           | Orán                   | 1.ª                    | 400 m vallas           | 55,75 s.               |
| 2022                   | Campeonato Mundial de Atletismo                | Eugene                 | 8.ª (SF1)              | 400 m vallas           | 55,90 s.               |
| 2022                   | Campeonato Europeo de Atletismo                | Múnich                 | 6.ª (SF1)              | 400 m vallas           | 57,29 s.               |
| 2023                   | Campeonato Mundial de Atletismo                | Budapest               | 8.ª (SF1)              | 400 m vallas           | 55,98 s.               |
| 2024                   | Juegos Olímpicos                               | París                  | 6.ª (H1)               | 400 m vallas           | 55,81 s.               |

### Mejores marcas
| Disciplina                        | Marca        | Lugar    | Fecha                 |
| --------------------------------- | ------------ | -------- | --------------------- |
| 60 metros lisos (pista cubierta)  | 7,71 s.      | Bérgamo  | 23 de enero de 2022   |
| 100 metros lisos (exterior)       | 13,06 s.     | Módena   | 25 de abril de 2013   |
| 200 metros lisos (exterior)       | 25,15 s.     | Chiari   | 25 de abril de 2019   |
| 200 metros lisos (pista cubierta) | 26,66 s.     | Ancona   | 19 de enero de 2013   |
| 400 metros lisos (exterior)       | 54,11 s.     | Brugnera | 10 de julio de 2021   |
| 400 metros lisos (pista cubierta) | 54,36 s.     | Padova   | 12 de febrero de 2022 |
| 800 metros lisos (pista cubierta) | 2:20,71 min. | Padova   | 9 de enero de 2016    |
| 60 metros vallas (pista cubierta) | 8,50 s.      | Bérgamo  | 20 de febrero de 2022 |
| 100 metros vallas (exterior)      | 14,68 s.     | Vedelago | 9 de julio de 2016    |
| 400 metros vallas (exterior)      | 54,82 s.     | Budapest | 21 de agosto de 2023  |